# Sub Urban
Даніель Вірджіл Мезоннев (народився 22 жовтня 1999 року), відомий під псевдонімом Sub Urban, — американський співак, продюсер і автор пісень. Він став відомим завдяки пісні «Cradles».

## Біографія
Мезоннев народився 22 жовтня 1999 року в місті Наяк, штат Нью-Йорк, у родині французько-канадського батька та тайванської матері. Він виріс у передмісті Ріджвуда, штат Нью-Джерсі, і почав займатися музикою у віці 15 років. У 6 років він навчався грі на класичному фортепіано, але кинув заняття, заявивши, що йому «набридло грати чужі композиції». Восени 2016 року Мезоннев кинув школу, щоб продовжити свою музичну кар'єру, «ізолювавши» себе для роботи над різними демо-записами та піснями. Найпопулярнішою його піснею, що вийшла з цього періоду самоізоляції, стала «Cradles», яка стрімко злетіла в популярності після того, як нею почали активно ділитися в додатку для розміщення відео TikTok.

## Дискографія

### Студійні альбоми
| Назва | Інформація                                                                                |
| ----- | ----------------------------------------------------------------------------------------- |
| Hive  | - Реліз: 3 червня 2022 року - Формати: Цифрове завантаження, стрімінг, CD - Лейбл: Warner |

### Мініальбоми
| Title         | Details                                                                                 |
| ------------- | --------------------------------------------------------------------------------------- |
| Thrill Seeker | - Реліз: 13 березня 2020 року - Формати: Цифрове завантаження, стрімінг - Лейбл: Warner |

### Сингли
| «Broken» (з DNMO)                                                                     | 2017 | — | —  | —  | —  |                                             | Сингл без альбому    |
| «Sick of You» (з DNMO)                                                                | 2019 | — | —  | —  | —  |                                             | Definition Forbidden |
| «Cradles»                                                                             | 2019 | — | 1  | —  | 32 | - RIAA: Платина - BPI: Срібло - MC: Платина | Сингл без альбому    |
| «Isolate»                                                                             | 2019 | — | —  | —  | —  |                                             | Thrill Seeker        |
| «Freak» (з Rei Ami)                                                                   | 2020 | — | 28 | —  | —  |                                             | Thrill Seeker        |
| «Patchwerk» (з Two Feet)                                                              | 2021 | — | —  | —  | —  |                                             | Сингл без альбому    |
| «Inferno» (з Белла Порч)                                                              | 2021 | 4 | 35 | 61 | —  |                                             | Hive                 |
| «Paramour» (з Aurora)                                                                 | 2021 | — | —  | —  | —  |                                             | Hive                 |
| «Uh Oh!» (з Benee)                                                                    | 2022 | — | —  | —  | —  |                                             | Hive                 |
| «Candyman»                                                                            | 2022 | — | —  | —  | —  |                                             | Hive                 |
| «Bandit»                                                                              | 2022 | — | —  | —  | —  |                                             | Hive                 |
| «—» позначає запис, який не потрапив до чартів або не був релізований на цьому чарті. |      |   |    |    |    |                                             |                      |

### Музичні відеокліпи
| Рік  | Пісня                    | Режисер         |
| ---- | ------------------------ | --------------- |
| 2019 | «Cradles»                | Ендрю Донохо    |
| 2020 | «Freak»                  | Ендрю Донохо    |
| 2021 | «Cirque»                 | Ендрю Донохо    |
| 2021 | «Patchwerk» (з Two Feet) | Ендрю Донохо    |
| 2021 | «Inferno» (з Белла Порч) | Ендрю Донохо    |
| 2021 | «Paramour» (з Aurora)    | Аксель Кабунджи |
| 2022 | «Uh Oh!» (з Benee)       | Ендрю Донохо    |
| 2022 | «Candyman»               | Аксель Кабунджи |
| 2022 | «Bandit»                 | Брендан Вон     |

### Авторські права на пісні
| Пісня           | Рік  | Виконавець(ці) | Альбом |
| --------------- | ---- | -------------- | ------ |
| «Build a Bitch» | 2021 | Белла Порч     | Dolls  |

## Тури

### Хедлайнер
- 2021: Virgils Mania Tour (з Беллою Порч) [скасовано через непередбачувані обставини].[15][16]
- 2022: Sub Urban Winter Tour[17][18]

### Участь
- 2020: Мелані Мартінес — K-12 Tour (скасовано через пандемію COVID-19)[19]
- 2022: AURORA — The Gods We Can Touch Tour (для США)[20]